# X3D
X3D er et royalty frit åbent ISO-standard XML-baseret filformat, for 3D grafik.

## Indledning
Formatet er en videreudvikling af Virtual Reality Modeling Language (VRML) og byder på
udvidelser til VRML, såsom Humanoid Animation, NURBS og GeoVRML, mulighed for både, at bruge
XML-syntaks og VRML-syntaks og understøttelse af udvidede Application Programmer Interfaces (API).
En fordel ved formatet er, at man ved hjælp af et plug-in til en webbrowser, kan interagere med 3D-modeller
over internettet.

## Brugsmuligheder
Formatet kan bruges i mange forskellige sammenhænge:
- CAD og arkitektur
- træning og uddannelse
- underholdning

## Understøttelse
X3D understøtter:
- 3D grafik
  - Polygonal geometri
  - Parametrisk geometri
  - Hierarkisk transformation
  - Belysning
  - Overflader
  - Texture mapping
  - Pixel eller vertex shaders

- 2D grafik
  - Rumlig tekst
  - 2D vektor grafik
  - 2D/3D kompositioner

- CAD data: Oversættelse af CAD data til et åbent format, i forbindelse med interaktivitet

- Animation: Timere og interpolatorer giver mulighed for:
  - Kontinuerlig animation
  - Humanoid animation[1]
  - Morphing

- Rumlig lyd og billede
  - Audio-visuelle kilder mappes til geometrien i scener.

- Bruger interaktion

- Navigation
  - Kameraer
  - Bruger bevægelse
  - Kollisions detektion
  - Nærheds detektion
  - Synsvidde detektion

- Netværk, det er muligt at bygge scener med elementer, der er lokaliseret andre steder på et netværk.

- Fysisk simulation og realtidskommunikation.